# Blaya
Karla Regina Francelino Rodrigues (Fortaleza, 27 de mayo de 1987), conocida por el nombre artístico de Blaya, es una cantante, compositora y bailarina luso-brasileña.

## Carrera
Blaya se inició en la actividad musical en 2001. En 2008, se unió a la banda portuguesa Buraka Som Sistema, primero al elenco de bailarines y más recientemente hasta que el grupo interrumpió en 2016 sus actividades indefinidamente, como vocalista. Con los Buraka Son Sistema, Blaya ya actuó en festivales como el Coachella, I Love Techno, The Mayan, Haunted Mansion, Bowerry Ballroom, Suroeste, Open'er y Rock in Río Lisboa, donde también actuó en solitario en 2018.
En 2013, lanzó su primer EP en solitario, Blaya, que cuenta con seis temas originales y dos remixes. El EP fue lanzado como descarga gratuita a través de la desaparecida web Optimus Discos/ NOS Discos. Para promover el EP, Blaya lanzó un videoclip para uno de sus temas, "Superfresh". El videoclip contó con la participación de Agir, DJ Cruzfader y V Unik.
Cuando los Buraka Son Sistema se disolvieron, Blaya lanzó un canal en YouTube, titulado Late Night Blaya, donde hablaba abiertamente sobre sexo y daba consejos sexuales.
En marzo de 2018, Blaya lanzó el sencillo "Faz Gostoso", en el que canta con acento brasileño. Este se convirtió en un éxito, permaneciendo cinco semanas en el número uno del Top Portugués de Singles. El videoclip de "Faz Gostoso" fue publicado en YouTube el 15 de marzo de 2018 y, a mediados de octubre del mismo año, ya acumulaba más de 24 millones de visualizaciones. En 2019, Madonna realizó su versión de la canción incluyéndola en su álbum Madame X.
El 28 de julio de 2018 lanzó un libro de cuentos eróticos dirigido al público femenino, con el título de Mulheres, Sexo e Manias.
En septiembre de 2018, lanzó simultáneamente los singles "Má Vida" y "Vem na Vibe", así como sus respectivos videoclips. "Má Vida" es cantado con acento brasileño y acento portugués, mientras que en "Vem na Vibe", la interpreta exclusivamente con acento portugués. El mismo mes, estrenó la telenovela portuguesa Valor da Vida, cuyo tema principal era cantado por Blaya. La canción, titulada "Tudo Passou", incorporaba elementos musicales y parte de la letra del éxito internacional "Lambada", de la banda Kaoma. El videoclip fue grabado en Guimarães (Portugal), una de las localidades de la trama de Valor da Vida.
A principios de octubre de 2018, se anunció que Blaya estaba entre los cinco artistas nombrados para el premio Mejor Artista Portugués, de la edición de 2018 de los MTV Europe Music Awards, que transcurrió el 4 de noviembre del mismo año. El premio fue otorgado a Diogo Piçarra.
El 30 de noviembre de 2018, lanzó su segundo EP, Eu Avisei, que incluye cuatro temas: "Eu Avisei" (con la participación de Deejay Telio y la producción de los No Maka, que también produjeron el éxito "Faz Gostoso"), "Dilema", "Primeira Batida" y "Sabes". El videoclip de "Eu Avisei" se estrenó el día anterior y llegó al primer puesto de los vídeos más virales de YouTube al día siguiente. El 18 de diciembre de 2018, se estrenó el videoclip de "Primeira Batida", que incorporaba la lengua gestual portuguesa en su coreografía.

## Vida personal
Blaya se mudó a Portugal con sólo dos meses de edad.
A nivel personal, fue madre de una niña, llamada Aura Electra Rodrigues Ruso, en julio de 2017. En 2012, asumió públicamente su bisexualidad.

## Discografía

### Álbumes de estudio
| Blaya con Dios                                                                    | - Lanzamiento: 27 de mayo de 2019 - Formatos: CD, Descarga digital, streaming - Productora: RedMojo, Warner Music | 10 |  |  |
| "—" denota títulos que no entraron en las listas o no fueron lanzados en el país. | |    |  |  |

### Extended plays
| Blaya                                                                             | - Lanzamiento: 2013 - Formatos: CD, Descarga digital - Productora: Optimus Discos                                  | — |
| Eu Avisei                                                                         | - Lanzamiento: 30 de noviembre de 2018 - Formatos: Descarga digital, streaming - Productora: RedMojo, Warner Music | — |
| "—" denota títulos que no entraron en las listas o no fueron lanzados en el país. | |   |

### Sencillos
| "Faz Gostoso"                                                             | 2018 | 1  | - AFP: 2× Platino | Blaya con Dios |
| "Má Vida"                                                                 | 2018 | —  |                   | Blaya con Dios |
| "Vem na Vibe"                                                             | 2018 | 46 |                   | Blaya con Dios |
| "Eu Avisei" (con Deejay Teelio)                                           | 2018 | 39 |                   | Eu Avisei      |
| "CA$H"                                                                    | 2019 | —  |                   | Blaya con Dios |
| "Só Love" (con Laton y No Maka)                                           | 2019 | 27 |                   | Blaya con Dios |
| "Yoga"                                                                    | 2019 | —  |                   | Blaya con Dios |
| "Bem Firme" (con Virgul)                                                  | 2019 | —  |                   | —              |
| "-" hace referencia a un single que no entró en la referida tabla musical |      |    |                   |                |

### Participaciones en temas de otros artistas
- The X - "Wait" (2018)
- No Maka - "Paula" (con MC Zuka) (2017)
- Aí Faría - "Dança! (2017)
- Agir - YoYo (2015)
- Regula - "Mesmo a Veres" (2014)
- Mash Up International - The Very Best & Moroka Remix (2012)
- Agir - "Ella é Uma Safada" (2010)

## Premios y nominaciones
| Año  | Premio                 | Categoría               | Resultado |
| ---- | ---------------------- | ----------------------- | --------- |
| 2018 | MTV Europe Music Award | Mejor Artista Portugués | Nominada  |